# Atentát na Roberta Francise Kennedyho
Atentát na Roberta Francise Kennedyho, senátora Spojených států amerických, byl spáchán 5. června 1968 v kalifornském Los Angeles v hotelu Ambassador. Robert Kennedy byl vážně postřelen třemi ranami z revolveru během oslav svého vítězství v kalifornských primárkách; i přes veškerou lékařskou péči následkům svých zranění dne 6. června podlehl. Zraněno bylo i dalších pět členů z Demokratické strany a také reportér ABC News. Útočníkem byl čtyřiadvacetiletý palestinský imigrant Sirhan Sirhan, který si za tento čin stále odpykává trest odnětí svobody (2021). Jelikož se v době atentátu na místě nacházelo mnoho reportérů, byl tento čin zachycen na audiopásku a dění poté i na film.
Kennedyho tělo bylo na dva dny uloženo do katedrály svatého Patrika v New Yorku, pohřeb se konal 8. června. Jeho ostatky byly pochovány nedaleko hrobu jeho bratra Johna F. Kennedyho na Arlingtonském národním hřbitově. Jeho smrt zapříčinila, že od této chvíle byla ochrana všech prezidentských kandidátů zajišťována americkou tajnou službou. Po smrti Roberta Kennedyho byl do prezidentských voleb 1968 za Demokratickou stranu nominován Hubert Humphrey, ten však ve volebním duelu s Richardem Nixonem prohrál.
Stejně jako tomu bylo u atentátu na Johna F. Kennedyho, byla i Robertova smrt okamžitě opředena různými konspiračními teoriemi, především domněnkou, že se na scéně nacházel další skrytý střelec.

## Pozadí události

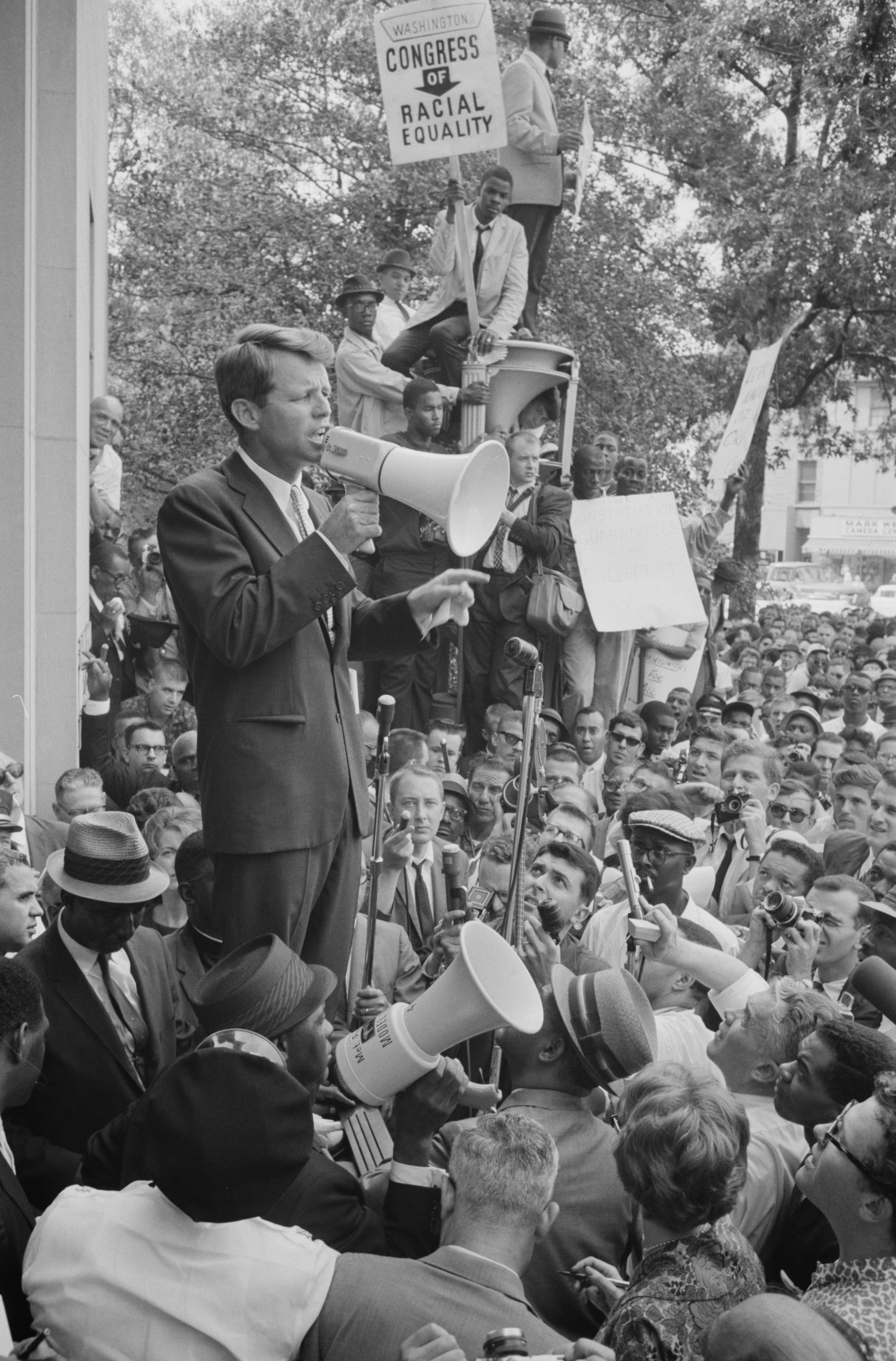
Robert Kennedy promlouvá k davu Afroameričanů demonstrujících za lidská práva (1963)

V lednu 1961 byl Kennedy jmenován ministrem spravedlnosti a v této funkci zůstal až do své rezignace dne 3. září 1964, kdy se rozhodl kandidovat na funkci senátora. Kandidatura byla úspěšná a 3. ledna 1965 usedl do senátorského křesla.
S blížícími se prezidentskými volbami v roce 1968 se prezident Lyndon Johnson potýkal se značnými sociálními nepokoji v řadách obyvatelstva. Ve velkých městech probíhaly pouliční nepokoje vyjadřující nespokojenost s Johnsonovými pokusy o prosazení zákonů proti diskriminaci a chudobě. Existoval též silný odpor vůči nadcházejícím plánům na vojenskou intervenci ve Vietnamu. Atentát na Martina Luthera Kinga, který byl spáchán v dubnu 1968, tyto nepokoje ještě více umocnil. Kennedy započal svůj boj o nominaci Demokratické strany na post prezidenta Spojených států 16. března 1968 – čtyři dny poté, co senátor Eugene McCarthy, Kennedyho protikandidát v Demokratické straně, získal během primárek v New Hampshiru značnou procentuální podporu hlasů proti stávajícímu prezidentovi (42 % oproti 49 % Johnsona). O dva týdny později zklamaný Johnson oznámil své rozhodnutí o ukončení své kandidatury na znovuzvolení do funkce prezidenta. O měsíc později viceprezident Hubert Humphrey oznámil svůj úmysl kandidovat na prezidentský post. Humphrey se sice primárek nikdy předtím neúčastnil, avšak v rámci Demokratické strany mohl očekávat značnou podporu demokratických delegátů. Po Kennedyho vítězství v primárkách v Kalifornii a Jižní Dakotě z osudového 5. června 1968, ve kterých porazil stranického protikandidáta Eugena McCartheyho, by se v případě nominace za Demokratickou stranu utkal o prezidentský post s Humphreym. V případě, že by Kennedy nebyl zavražděn, umístil by se se svými 393 hlasy na druhém místě právě za Humphreym. Ten během neúspěšného souboje o prezidentský post s republikánem Richardem Nixonem získal celkem 561 hlasů.

## Atentát

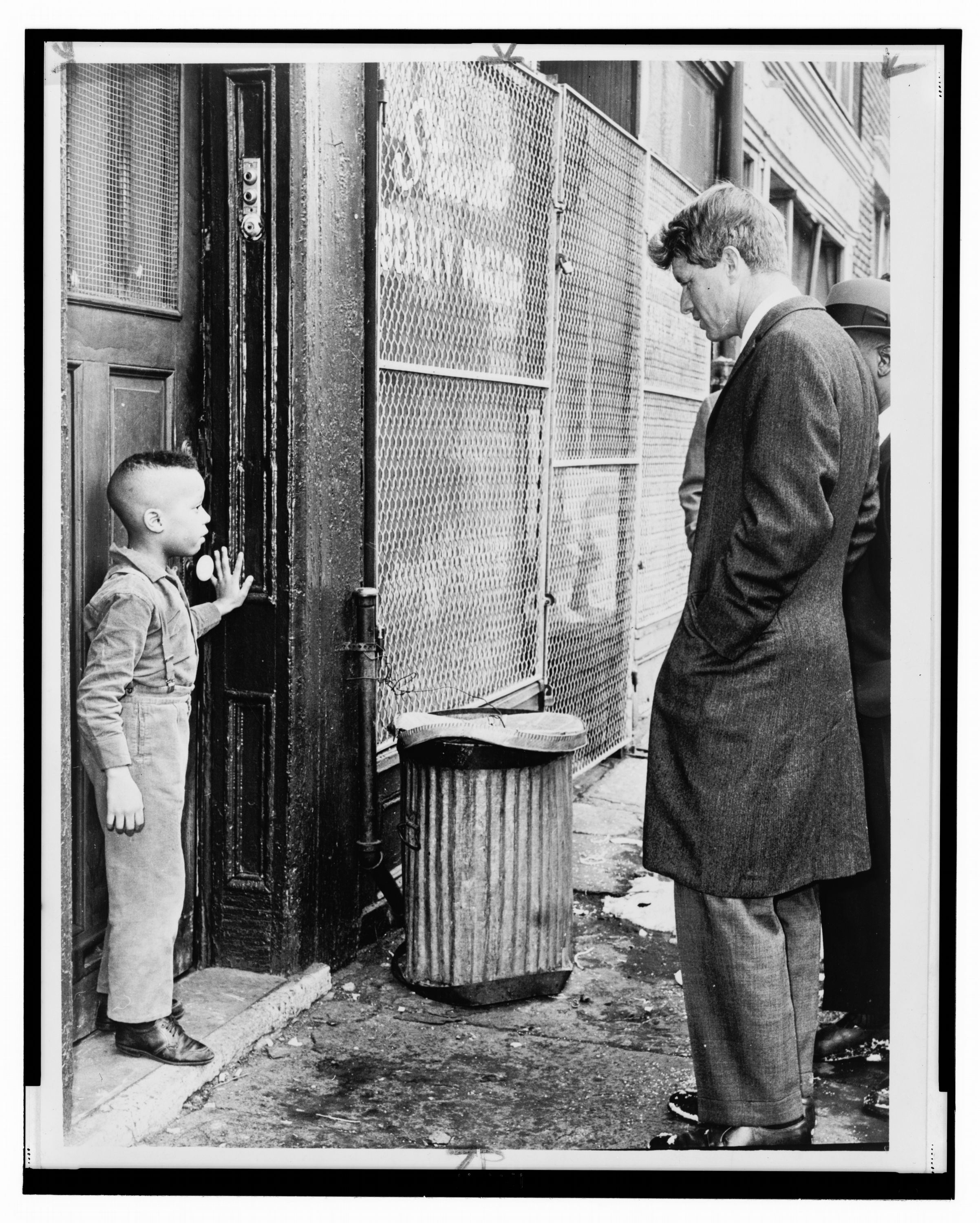
Robert Kennedy hovoří o škole s malým Rickym Taggartem (New York, předvolební kampaň 1966)

Čtyři hodiny po skončení sčítání hlasů v Kalifornii Kennedy ohlásil své vítězství v primárkách za Demokratickou stranu. Přibližně v 00.15 v noci (5. června), se Kennedy vydal do hotelu Ambassador v losangeleském okrsku Mid-Wilshire, aby se zde setkal s lidmi, kteří jej podporovali v kampani.
Toho času byla ochrana tajné služby poskytována pouze prezidentovi, nikoli kandidátům na tento post. Kennedyho tělesná stráž byla zajišťována pouze jedním bývalým agentem FBI Williamem Barrym a dvěma neoficiálními bodyguardy, bývalými profesionálními atlety. Během kampaně se Kennedy často dostával do blízkého kontaktu s lidmi, přičemž bylo běžné, že jej lidé v zápalu emocí objímali nebo se ho snažili dotknout. Jakmile Kennedy skončil svou řeč ke stranickým kolegům, měl v plánu projít konferenční místností a v jiné části hotelu se setkat s dalšími kolegy z kampaně. Jelikož se však kvapem blížily tiskové uzávěrky novin, vyžádali si novináři tiskovou konferenci. Kennedyho pobočník Fred Dutton mu navrhl, aby vynechal další setkání a rovnou prošel přes kuchyni a spižírnu do místnosti pro tisk. Po skončení tiskové konference se Kennedy vydal k východu, načež jej však William Barry zastavil a řekl mu: „Ne, došlo ke změně, půjdeme tudy.“ Barry se společně s Duttonem snažili Kennedymu zajistit volný průchod přes levé létací kuchyňské dveře. Ovšem Kennedy, který byl okamžitě obklopen davem přihlížejících, mylně následoval hotelového portýra Karla Ueckera přes zadní východ.
Uecker držel Kennedyho za pravou ruku a vedl jej přes kuchyň, přičemž mu ji často pustil ve chvíli, kdy si chtěl Kennedy s někým potřást rukou. Uecker a Kennedy procházeli mezi chladicími boxy a plotnami, poté se Kennedy otočil doleva, aby pozdravil uklízeče nádobí Juana Romera. V tu chvíli vyskočil zpoza stolku s podnosy útočník Sirhan Sirhan, odstrčil Ueckera a opakovaně na Kennedyho vystřelil z revolveru.

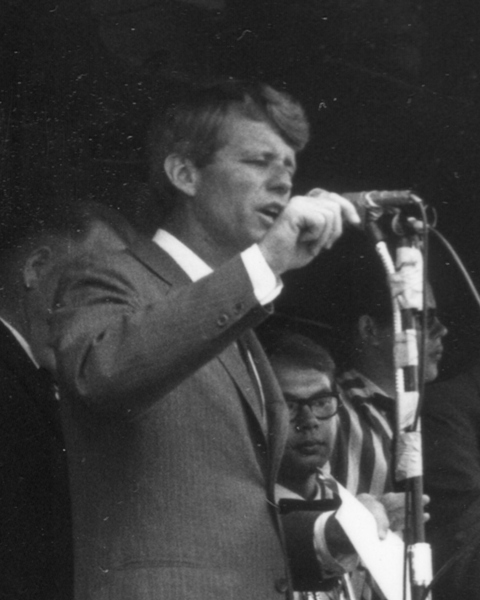
Kennedy promlouvá k posluchačům na železniční stanici Willamette Valley během svého předvolebního „vlakového turné“ v Oregonu (1968)

Poté, co zraněný Kennedy upadl na podlahu, udeřil pracovník ostrahy Bill Barry Sirhana dvakrát do obličeje a kolemstojící svědkové narazili Sirhana na plotnu, což umožnilo jeho zneškodnění a odzbrojení. Sirhanovi se ještě podařilo uvolnit ze sevření, znovu popadl revolver a chtěl znovu vystřelit. Posléze však zjistil, že komora revolveru je prázdná, neboť všechny náboje vystřílel předtím. Barry okamžitě přistoupil ke Kennedymu a jeho hlavu podložil svým kabátem. Později o tomto uvedl: „Okamžitě jsem poznal, že Sirhan střílel z revolveru .22 slabé ráže a tak jsem si pomyslel, že to zranění snad nebude moc vážné, ovšem jakmile jsem uviděl díru v senátorově hlavě, bylo mi všechno jasné.“ K místu se okamžitě začali ze všech směrů prodírat různí reportéři a přispívali tak k ještě většímu chaosu. Když Kennedy ležel zraněný na zemi, začal Romero v šoku kolébat Kennedyho hlavou a do ruky mu položil růženec.
Kennedy se zeptal Romera: „Jsou všichni v pořádku?“ a Romero odpověděl: „Ano, ano, všechno bude v pohodě“. Tento okamžik byl zachycen reportéry časopisu Life Billem Epridgem a Los Angeles Times Borisem Yaroem a pořízená fotografie se stala ikonou celé této události.
Kennedyho manželka Ethel stála mimo dav okolo stojících lidí a snažila se přivolat nějakou pomoc. Za chvíli byla přivedena ke svému manželovi a klekla si k němu. Otočil svou hlavu a snažil se na svou ženu pohlédnout. Za několik minut dorazila záchranná služba, naložila Kennedyho na nosítka, chvíli poté upadl Kennedy do bezvědomí. Byl přijat v nedaleké nemocnici Central Receiving Hospital, kam již dorazil takřka ve stavu klinické smrti. Jeden z doktorů poplácal Kennedyho po tváři a volal: „Bobe, Bobe“, zatímco druhý prováděl masáž srdce. Jakmile došlo k obnovení srdeční činnosti, půjčili doktoři šokované manželce stetoskop, aby si mohla poslechnout, že srdce jejího manžela opět bije. O 30 minut později byl Kennedy převezen do nemocnice Good Samaritan Hospital, kde byl operován.
Operace začala ve 3.12 v noci a trvala tři hodiny a čtyřicet minut. O deset a půl hodiny později, ve středu v 17.30, oznámil tiskový mluvčí Frank Mankiewicz, že lékaři „dělají, co je v jejich silách, aby zabránili celkovému selhání organismu“; Kennedyho zdravotní stav však zůstal kritický.
Kennedy byl zasažen celkem třemi střelami. Jedna z kulek, vystřelená ze vzdálenosti cca 2,54 cm, prošla jeho pravým uchem a rozmetala úlomky lebeční kosti do mozku. Další dvě střely prošly pravým ramenem, přičemž jedna vyletěla ven hrudí a druhá se zasekla mezi krčními obratli. I přes velkou snahu odstranit úlomky lebky z mozku a vyjmout uvízlou kulku, zemřel Kennedy ve čtvrtek v 01.44, tedy téměř 26 hodin po střelbě. Zanedlouho po útoku, ačkoliv fyzicky nezraněna, se psychicky zhroutila Kennedyho velká obdivovatelka, zpěvačka Rosemary Clooneyová.

## Útočník
Sirhan Sirhan byl silně antisionisticky zaměřeným člověkem, jehož diář, nalezený během vyšetřování, obsahoval mimo jiné větu: „Moje touha odstranit Kennedyho se postupně stává neochvějnou posedlostí. RFK musí zemřít, RFK musí být zabit. RFK musí být zavražděn… RFK musí být zavražděn před 8. červnem 1968.“ Předpokládalo se, že toto datum nebylo zvoleno náhodou, neboť na tento den vycházelo první výročí začátku Šestidenní války mezi Izraelem a jeho arabskými sousedy. Během osobní prohlídky policie našla v Sirhanově peněžence novinový výstřižek s článkem týkajícím se Kennedyho podpory Izraele. Sirhan později uvedl, že poté, co se dozvěděl o této podpoře, začal Kennedyho přímo nenávidět. Později však byla tato teorie o motivu kritizována a označena za příliš zjednodušenou a opomíjející Sirhanovy hlubší pohnutky.
Během soudního procesu se Sirhanovi advokáti snažili poukazovat na jeho sníženou příčetnost, zatímco se jejich klient k činu neustále přiznával a při několika příležitostech na sebe svaloval vinu. Sirhan uvedl, že „Kennedyho zabil s dvacet let se hromadící zlobou,“ ačkoli po svém odsouzení tvrdil, že si na svůj čin vůbec nepamatuje. Soudce však obhajobu na nepříčetnost nepřijal a právníky byla později stažena. Sirhan byl 17. dubna 1969 odsouzen k trestu smrti. Roku 1972 byl tento rozsudek Nejvyšším soudem Spojených států zmírněn na doživotí na základě precedentu California vs. Anderson, který zpochybnil všechny rozsudky smrti vynesené před rokem 1972. V roce 2011 byla Sirhanovi opětovně zamítnuta žádost o podmíněné propuštění a v současnosti pobývá v Nápravném zařízení Richarda J. Donovana v kalifornském okrese San Diego County.

## Přítomnost médií na místě činu

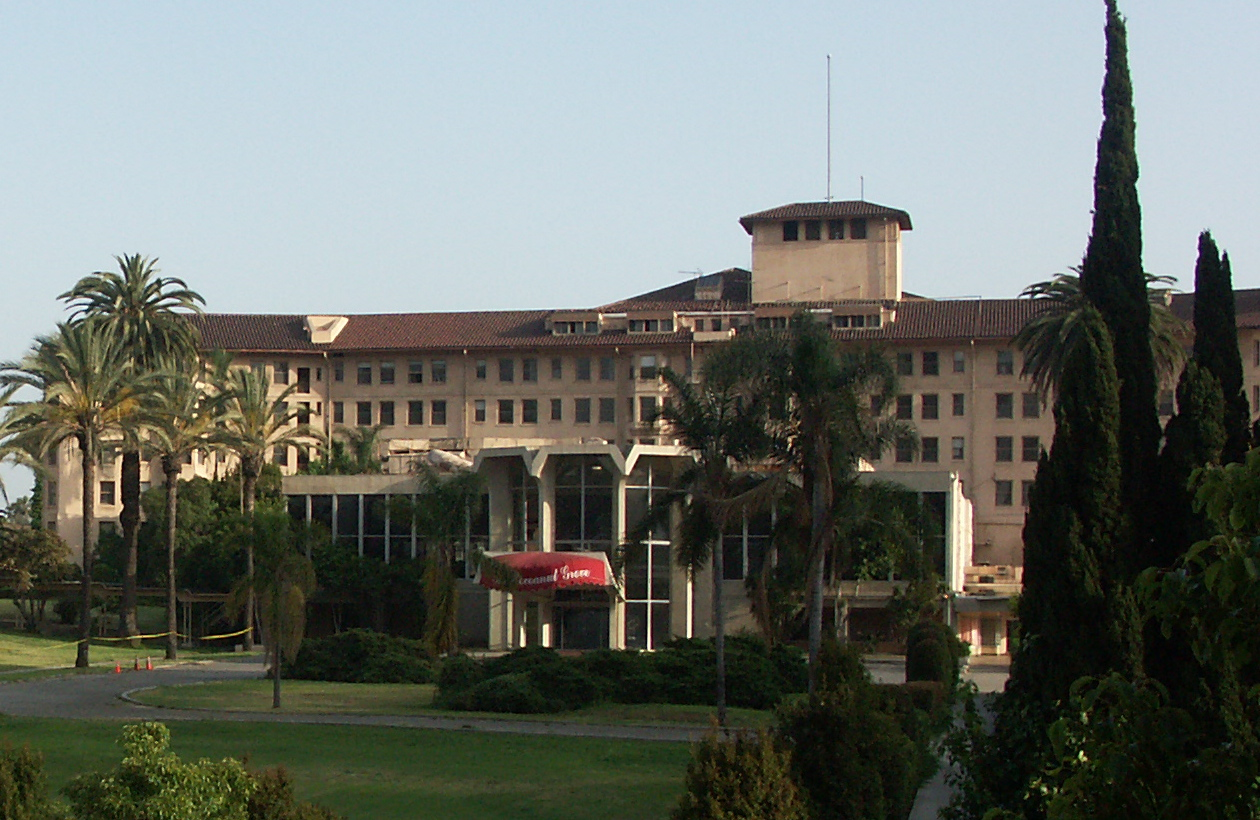
Hotel Ambassador v roce 2004

V době střelby vysílal kanál ABC News své volební zprávy, zatímco vysílání stanice CBS již v tu dobu skončilo. Nejčerstvější dění bylo zachyceno až 21 minut po střelbě. Reportéři, kteří se nacházeli poblíž místa činu, měli u sebe pouze diktafony a fotoaparáty, a bezprostřední dění bylo tedy zachycenou pouze na audiopásku a film, bez možnosti zajistit živé vysílání. ABC byla schopna pouze odvysílat strohý fotozáznam události v hotelové kuchyni a na rozdíl od NBC a CBS vysílala veškerý záznam v černobílém obraze. CBS a NBC přibližně dvě hodiny po atentátu odvysílaly barevné záběry z místa činu v kuchyni; tato prodleva byla způsobena nutností čekat na vyvolání filmů v laboratoři.
Reportér Andrew West ze stanice KRKD zachytil na audiopásku dění bezprostředně po střelbě, samotnou střelbu se mu však zachytit nepodařilo. S použitím magnetofonového záznamníku s přídavným mikrofonem též zachytil boj svědků se Sirhanem v hotelové kuchyni, přičemž je na pásce i zřetelně slyšet reportérův výkřik na Rafera Johnsona „Seber tu zbraň, Rafere, seber tu zbraň!“ a též „Chytni mu (Sirhanovi) prsty a klidně mu je zlom, když budeš muset, chytni mu je!“
Během celého následujícího týdne odvysílala NBC celkem 55 hodin záznamu a společně s ABC a CBS zaplnily tyto tři stanice téměř celý svůj vysílací čas informováním o atentátu a dění po něm.

## Teorie oatentátu
Stejně jako tomu bylo u atentátu na Johna Fitzgeralda Kennedyho, i smrt Roberta Kennedyho se stala předmětem rozsáhlých analýz. Několik účastníků oficiálního vyšetřování a jednotlivců vyslovili odlišné mínění na průběh atentátu nebo i zásadní nesouhlas s některými závěry vyšetřovatelů.

### Zapojení CIA
V listopadu byl na televizní stanici BBC odvysílán během programu Newsnight film režiséra Shana O'Sullivana, ve kterém byla vyslovena domněnka, že se několik agentů CIA pohybovalo v době atentátu poblíž místa činu. Tři muži, kteří byli zachyceni na fotografiích a filmovém materiálu, byli později svými bývalými kolegy identifikování jako agenti CIA – jednalo se o starší důstojníky, kteří pracovali v hlavní proticastrovské centrále v Miami. Prvním z nich byl velitel operací David Morales, dále pak velitel námořních operací Gordon Campbell a velitel oddělení pro psychologický boj George Joannides.
Film navíc obsahoval interview s Moralesovým bývalým tajemníkem Robertem Waltonem, který jej prý slyšel říkat větu: „Byl jsem zrovna v Dallasu, když se nám podařilo dostat toho zkurvysyna a taky jsem byl v Los Angeles, když jsme dostali toho malýho bastarda“. O'Sullivan též uvedl, že CIA odmítla podat jakékoliv vyjádření týkající se výše uvedených agentů. V pořadu bylo též řečeno, že Morales byl znám svou hlubokou zlostí vůči Kennedyům kvůli fiasku během invaze v Zátoce Sviní.
Na základě dalších výzkumů O'Sullivan později natočil další dokument RFK musí zemřít. Film zpochybňuje některé dřívější závěry, například osoba Gordona Cambpella měla být ve skutečnosti Michaelem D. Romanem, již zesnulým zaměstnancem Bulova Watch Company, který se v době atentátu pohyboval v hotelu Ambassador.

### Druhý střelec
Charakter zranění na Robertově těle napovídá, že útočník stál při střelbě za ním, někteří svědci ovšem uvedli, že Sirhan stál čelem k němu. Vzniklo tedy podezření, že fatální zásah hlavy byl způsoben jiným střelcem, tato teorie byla navíc podpořena patologem Thomasem Noguchim. Někteří další svědci si vzpomněli, že jak se Sirhan blížil, otočil se právě Kennedy doleva, aby si s někým potřásl rukou a Sirhanovi tak nastavil svůj pravý bok. V roce 2008 bylo zveřejněno svědectví Johna Pilgera, který je také přesvědčen, že na Kennedyho musel střílet další střelec. Během nového prošetřování případu v roce 1975 nařídil Nejvyšší soud Spojených států, aby byla provedena speciální rekonstrukce útoku, která by měla prověřit možnost útoku druhého střelce. Odborníci pověření tímto úkolem však ve svém závěru vyslovili názor, že žádný ze svědků neposkytl žádný dostatečně důvěryhodný důkaz potvrzující tuto teorii.
V roce 2008 byly audiozáznamy opětovně prozkoumány novinářem Stanislawem Pruszynskim, který se ve svých závěrech opírá o názor forenzního detektiva Philipa van Praaga. Van Praag tvrdí, že na audiozáznamech je slyšet celkem třináct výstřelů, Sirhanův revolver však měl zásobník pouze na osm nábojů. Ačkoliv tento závěr silně podporuje hypotézu o druhém střelci, jiný průzkum potvrdil, že bylo vystřeleno skutečně jen osm ran. V červnu 2012 se odhodlala vystoupit jako svědek Nina Rhodes-Hughes, podle jejíž výpovědi bylo vypáleno „mezi 12 a 14 výstřely“ ze dvou zbraní, střílejících z dvou různých pozic. Sirhan Sirhan měl stačit vypálit 2 až 3 výstřely, než byl okolními lidmi zpacifikován, a druhá ze zbraní pálila i poté.

## Dozvuky události a odkaz
Po provedené pitvě bylo Kennedyho tělo převezeno do katedrály svatého Patrika v New Yorku, přičemž se s ním až do pohřbu 8. června přišly naposledy rozloučit tisíce lidí. Jeho bratr Ted Kennedy se s ním rozloučil slovy:
| „             | Není třeba mého bratra po smrti nějak idealizovat či velebit, vzpomínejme na něj jako na dobrého člověka, který viděl špatné a snažil se to napravit, viděl utrpení a snažil se je vymýtit, viděl válku a snažil se ji zastavit. | “ |
| — Ted Kennedy | |   |

 Ihned po zádušní mši byly Kennedyho ostatky převezeny zvláštním vlakem do Washingtonu D.C., přičemž velkou část trati a nádraží lemovaly davy lidí, kteří mu během průjezdu naposledy vyjadřovali úctu. Robert Kennedy byl pochován poblíž hrobu bratra Johna na Arlingtonském národním hřbitově.
Po tomto atentátu vydal Kongres Spojených států amerických nařízení, že všichni prezidentští kandidáti musí být napříště chráněni tajnou službou. Ostatním kandidátům na prezidenta (v roce 1968) byli na přímý příkaz prezidenta Johnsona přiděleni agenti tajných služeb.

### Volby vroce 1968

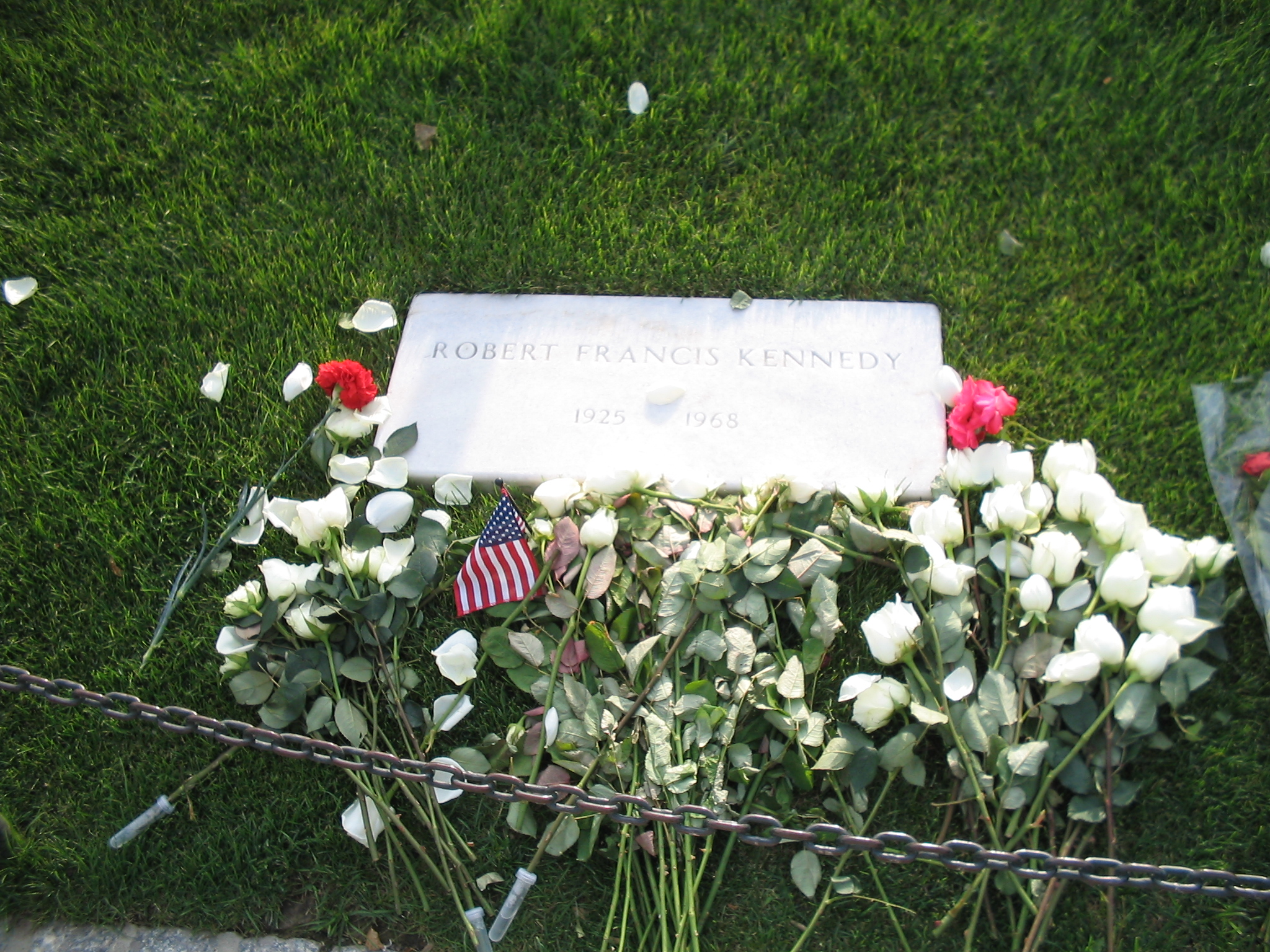
Hrob Roberta Kennedyho na Arligtonském národním hřbitově

Ve chvíli své smrti byl Kennedy, co se týče podpory delegátů, za svým rivalem Humphreym, což ovšem mnohé neodradilo od domněnky, že by Kennedyho vítězství v kalifornských primárkách znamenalo i jeho celkové vítězství. Primárky se totiž toho roku konaly pouze ve třinácti státech a mnozí delegáti by se tedy mohli dle svého uvážení rozhodnout pro Kennedyho. Někteří historikové se domnívají, že Kennedyho všestrannost a charisma by mu téměř jistě zajistily jeho nominaci Demokratickou stranou. Historik Michael Beschloss a dopisovatel deníku The New York Times Tom Wicker se však domnívají, že by souhrn těchto vlastností Kennedymu k nominaci nestačil. Viceprezident Humphrey, který byl nakonec za Demokratickou stranu nominován, prohrál velmi těsným rozdílem s republikánem Richardem Nixonem.

### Odraz události v kultuře
Atentátem na Roberta Kennedyho bylo inspirováno několik knih a celovečerních filmů. Jedním z nich je film od režiséra Emilia Esteveze z roku 2006, který se v České republice objevil pod názvem Bobby (atentát v Ambassadoru). Tento film zachycuje fiktivním způsobem poslední hodiny před atentátem a rozebírá osudy i starosti jednotlivých postav, které se v osudný okamžik staly svědky atentátu v hotelu Ambassador. Je v něm rovněž využita řada autentických archivních záběrů, které zachycují Kennedyho předvolební kampaň, některé vybrané veřejné projevy a taktéž bezprostřední dění v době atentátu.
Dalším známým celovečerním filmem je RFK z roku 2002 od režiséra Roberta Dornhelma, který mapuje posledních pět let Robertova života. Děj filmu začíná roku 1963 v okamžiku smrti jeho bratra, Johna Kennedyho a končí Robertovou smrtí v hotelu Ambassador roku 1968. Film vypráví o Robertově traumatu z bratrovy smrti, o úspěšné snaze vystoupit z jeho stínu a o jeho úspěšné kampani pro primárky za Demokratickou stranu.
Roku 2003 byl ve společné koprodukci Francie, Austrálie, Dánska a Švédska natočen dokumentární film s názvem Bob Kennedy - muž, který chtěl změnit Ameriku. Film byl režírován Patrickem Jeudym a zaobírá se otázkou „co udělali John a Robert Kennedyovi tak špatného, že museli být oba v rozmezí pěti let nemilosrdně zavražděni?!“ Dokument též hovoří o naději, se kterou Američané po smrti JFK vzhlíželi k Robertu Kennedymu, přičemž tyto naděje spolu s jeho násilnou smrtí vyhasly.
Ke knihám v českém jazyce, z nichž lze získat podrobnější informace o atentátu a osobě Roberta Kennedyho, patří např. Dynastie Kennedyů od Stanislava Budína nebo kniha s názvem Kennedyové od Jindřicha Volka.

### Film
- RFK [online]. csfd.cz, 2002 [cit. 2009-08-19]. Dostupné online.
- Bob Kennedy - muž, který chtěl změnit Ameriku [online]. csfd.cz, 2003 [cit. 2009-08-19]. Dostupné online.
- Bobby (atentát v Ambassadoru) [online]. csfd.cz, 2006 [cit. 2009-08-19]. Dostupné online.